# Tenue de Soirée
Tenue de soirée (también titulada Vestido de fiesta en Hispanoamérica y Traje de etiqueta en España) es una película de comedia dramática y de crimen francesa de 1986, dirigida por Bertrand Blier y con las actuaciones de Gérard Depardieu, Miou-Miou y Michel Blanc. Participó en el Festival de Cine de Cannes de ese año, y Michel Blanc ganó el premio al Mejor Actor.

## Sinopsis
La fortuna de una pobre pareja cambia cuando conocen a un ladrón que invade las camas de ambos.

## Reparto
- Michel Blanc como Antoine
- Gérard Depardieu como Bob
- Miou-Miou como Monique
- Michel Creton como Pedro
- Jean-Pierre Marielle como el hombre depresivo
- Jean-Yves Berteloot
- Bruno Cremer
- Mylène Demongeot
- Jean-François Stevenin
- Dominique Besnehard
- Bernard Farcy

## Reconocimiento
| Premio / Festival        | Categoría                 | Nominado/a                         | Resultado |
| ------------------------ | ------------------------- | ---------------------------------- | --------- |
| Festival de Cannes       | Palme d'Or                | Tenue de Soirée                    | Nominada  |
| Festival de Cannes       | Mejor Actor               | Michel Blanc                       | Ganador   |
| Premios César            | Mejor Película            | Tenue de soirée                    | Nominada  |
| Premios César            | Mejor Director            | Bertrand Blier                     | Nominado  |
| Premios César            | Mejor Actriz              | Miou-Miou                          | Nominada  |
| Premios César            | Mejor Actor               | Michel Blanc                       | Nominado  |
| Premios César            | Mejor Guion               | Bertrand Blier                     | Nominado  |
| Premios César            | Mejor Montaje             | Claudine Merlin                    | Nominada  |
| Premios César            | Mejor Música Original     | Serge Gainsbourg                   | Nominado  |
| Premios César            | Mejor Sonido              | Bernard Bats y Dominique Hennequin | Nominados |
| National Board of Review | Top películas extranjeras |                                    | Nominada  |